# Fatimata Mounkaïla
Fatimata Mounkaïla (* 18. Oktober 1944 in Dosso; Geburtsname: Fatimata Gaty) ist eine nigrische Pädagogin und Literaturwissenschaftlerin.

## Leben
Fatimata Mounkaïla arbeitete erstmals von 1965 bis 1967 als Lehrerin. Sie wurde 1971 Französisch-Professorin am Collège d’Enseignements Général 1 (CEG 1) in Niamey. Von dort wechselte sie 1977 als pädagogische Beraterin für Französisch an das staatliche Pädagogik-Institut Institut National de Documentation, de Recherche et d’Animation Pédagogique (INDRAP). Parallel zu ihrer Tätigkeit am INDRAP arbeitete sie aushilfsweise als Französisch-Professorin an der staatlichen Landwirtschaftsschule Institut Pratique de Développement Rural (IPDR) in Kollo. Mounkaïla wirkte ab 1980 am Lycée Kassaï in Niamey, zunächst als stellvertretende Schulleiterin (censeur), dann von 1983 bis 1986 als Direktorin (proviseur).
Nach Studien an der Universität Niamey und der Universität Abidjan promovierte sie 1985 bei Lilyan Kesteloot an der Universität Dakar. In ihrer Dissertation beschäftigte sie sich mit einem traditionellen Songhai-Zarma-Epos. Fatimata Mounkaïla begann ihre universitäre Laufbahn 1986 als Assistentin an der geisteswissenschaftlichen Fakultät der Universität Niamey. Dort arbeitete sie ab 1990 als beamtete Hochschullehrerin. Sie wirkte bei Women Writing Africa mit, einem in den Vereinigten Staaten entwickelten Projekt, das auf die Veröffentlichung der Texte westafrikanischer Autorinnen zielte. Ihre Perspektive als Literaturwissenschaftlerin brachte sie in multidisziplinären Forschungsprojekten unter Beteiligung von Linguisten und Soziologen ein. Von der Universität Lausanne, an der sie seit 1990 an verschiedenen internationalen Symposien teilgenommen hatte, erhielt sie 1998 die Ehrendoktorwürde. Mounkaïla veröffentlichte 2008 eine umfangreiche, vierbändige Anthologie zur Songhai-Zarma-Poetik. Im selben Jahr ging sie in den Ruhestand.

## Schriften (Auswahl)
- Le mythe et l’histoire dans la geste de Zabarkâne. Thèse de 3e cycle. Département de lettres modernes, Université Cheikh Anta Diop de Dakar, Dakar 1985. – überarbeitet als: Le mythe et l’histoire dans la geste de Zabarkâne. CELHTO, Niamey 1989.
- Tombokoye Tessa. In: Marie-Clotilde Jacquey (Hrsg.): Littérature nigérienne (= Notre librairie. Nr. 107). CLEF, Paris 1991, S. 47–48.
- Ancestors from the East in Sahelo-Sudanese myth: Dinga Soninké, Zabarkâne Zarma, and others. In: Research in African Literatures. Vol. 24, Nr. 2, 1993, S. 13–21.
- Aux Sources de la littérature orale. Beaux parleurs et maîtres de la parole. In: Ecriture. Littératures du Niger. Nr. 42. Lausanne 1993, S. 57–102.
- Perception du milieu et dynamique des pratiques de gestion à Boye-Bangou et Windé-Bago (Boboye, Niger). In: Singaravélou (Hrsg.): Pratiques de gestion de l’environnement dans les pays tropicaux. VIe Journées de Géographie Tropicale du Comité National de Géographie, Commission Espaces Tropicaux et leur Développement. Talence, 6–8 septembre 1995 (= Espaces tropicaux. Nr. 15). Dynamiques des Milieux et des Sociétés dans les Espaces Tropicaux (DYMSET)/Centre de Recherches sur les Espaces Tropicaux (CRET), Talence 1997, ISBN 2-906621-28-5, S. 287–294.
- Du Talaka au pauvre. Représentations de la pauvreté dans les textes de littérature orale songhay-zarma du Niger. Université Abdou Moumouni, Niamey 1998.
- Femmes et politique au Niger : présence et représentations. In: Kimba Idrissa (Hrsg.): Le Niger : Etat et Démocratie. L’Harmattan, Paris 2001, ISBN 2-7475-0303-8, S. 353–391.
- Poésie du pilon et modèles socio-économiques en mutation. In: Anne-Marie Dauphin-Tinturier, Jean Derive (Hrsg.): Oralité africaine et création. Actes du Colloque de l’Isola (10–12 juillet 2002). Karthala, Paris 2005, ISBN 2-84586-715-8, S. 1017–1046.
- Anthologie de la littérature orale songhay-zarma. Saveurs sahéliennes. Tome 1: Les textes circonstanciels (appels et mythes d’origine). L’Harmattan, Paris 2008, ISBN 978-2-296-06761-5.
- Anthologie de la littérature orale songhay-zarma. Saveurs sahéliennes. Tome 2: Chants d’intégration sociale. Chants initiatiques de circoncision et de mariage, poèmes sur les noms, chants de travail et proverbes. L’Harmattan, Paris 2008, ISBN 978-2-296-06765-3.
- Anthologie de la littérature orale songhay-zarma. Saveurs sahéliennes. Tome 3: Histoire, éthique et idéal. Chroniques, épopées, contes et fables édifiantes. L’Harmattan, Paris 2008, ISBN 978-2-296-06769-1.
- Anthologie de la littérature orale songhay-zarma. Saveurs sahéliennes. Tome 4: Textes récréatifs. Chants et histoires d’amour, formes théâtralisées des aires de jeux et danses, critique sociale indirecte. L’Harmattan, Paris 2008, ISBN 978-2-296-07407-1.
- Femmes et savoirs au Niger : présence et invisibilité dans le mythe de Harakoye Dikko. In: Kimba Idrissa (Hrsg.): Niger. Les intellectuels, l’État et la société. CODESRIA, Dakar 2016, ISBN 978-2-86978-708-7, S. 281–308.